# 伊薩克·阿克切
伊薩克·阿克切（西班牙語：Isaac Aketxe；1989年6月30日—）是一位西班牙足球運動員。在場上的位置是攻擊型中場。他現在效力於西班牙足球乙二级联赛球隊梅西亞。他的弟弟阿格爾·阿克切也是一位足球運動員。他曾經效力於毕尔巴鄂。